# Iran Fajr International 2022
Die Iran Fajr International 2022 im Badminton fanden vom 7. bis 11. Februar 2022 in Shiraz statt.

## Sieger und Platzierte
| Disziplin    | Gold                                           | Silber                       | Bronze                                          |
| ------------ | ---------------------------------------------- | ---------------------------- | ----------------------------------------------- |
| Herreneinzel | Meiraba Luwang Maisnam                         | Danylo Bosniuk               | Bernardo Atilano                                |
| Herreneinzel | Meiraba Luwang Maisnam                         | Danylo Bosniuk               | Kartikey Gulshan Kumar                          |
| Dameneinzel  | Tasnim Mir                                     | Yulia Yosephine Susanto      | Martina Repiská                                 |
| Dameneinzel  | Tasnim Mir                                     | Yulia Yosephine Susanto      | Medha Shashidharan                              |
| Herrendoppel | Abiyyu Fauzan Majid Ferdian Mahardika Ranialdy | Amir Jabbari Mehran Shahbazi | Georgii Lebedev Artur Pechenkin                 |
| Herrendoppel | Abiyyu Fauzan Majid Ferdian Mahardika Ranialdy | Amir Jabbari Mehran Shahbazi | Senthil Vel Govindarasu Gobinath Venkadeshwaran |
| Damendoppel  | Ekaterina Malkova Anastasiia Shapovalova       | Hajar Kabiri Saghar Rafei    | Sareh Aminian Fatemeh Babaei                    |
| Damendoppel  | Ekaterina Malkova Anastasiia Shapovalova       | Hajar Kabiri Saghar Rafei    | Yeganeh Seyedtafrishikhameneh Nazanin Zamani    |